# روبور الفاتح
روبور الفاتح (بالفرنسية: Robur le Conquérant)‏، (بالإنجليزية: Robur the Conqueror)‏ هي رواية خيال علمي للكاتب جول فيرن، والذي نشرها في عام 1886. وتعرف أيضا باسماء مثل مقص الغيوم. كتب فيرن تتمة بعنوان سيد العالم، والتي نشرت في عام 1904.